# Siedendolsleben
Siedendolsleben ist ein Ortsteil der Gemeinde Dähre im Altmarkkreis Salzwedel in Sachsen-Anhalt.

## Geographie
Siedendolsleben, ein Sackgassendorf mit Kirche, liegt zwei Kilometer nordöstlich von Dähre in der Altmark an der Salzwedeler Dumme.
Nachbarorte sind Hohendolsleben im Nordwesten, Barnebeck im Norden, Henningen im Nordwesten, Langenapel im Osten, Deutschhorst im Südosten und Dähre im Süden.

## Geschichte

### Mittelalter bis Neuzeit
Im Jahre 1306 wurde das Dorf als dhudeschen Dulslege (Deutsch Dolslegen) erstmals urkundlich erwähnt, als Burchhard von Wallstawe dem Kloster Diesdorf den Zehnten einiger Anteile am Dorfes schenkt. Die anderen Anteile schenken 1395 die von dem Knesebeck dem Kloster Diesdorf.
Ältere Belege können nicht immer eindeutig zwischen Hohen- und Siedendolsleben unterschieden werden.
Vor 1443 gehörte der Propstei Dähre ein Hof. Die Wassermühle an der Dumme im Süden des Dorfes wurde 1458 erwähnt. Von 1449 bis nach 1598 hatten die von Jagow Anteile am Dorf, die an Krateke (Kratke) weiterverlehnt wurden.
Weitere Nennungen sind 1380 sieden Dolscheleben, 1551 Siden Dalschlewe, 1608 Sieden Dolschleue, 1687 Sieden Dolschleben, 1775 Sieden (Nieder) Dolsleben und 1804 Sieden-Dolsleben, Dorf mit Wassermühle.

### Herkunft des Ortsnamens
Jürgen Udolph führt den Ortsnamen auf eine Herkunft aus „*Dolgs-lage“ zurück. Die Bedeutung wäre als „erhöhte Siedlung“ zu verstehen. Die Silbe „Sieden“ kann man ableiten aus dem mittelniederdeutschen Wort „side“ für „niedrig“.

### Archäologie
Vor 1842 fand ein Landmann in Siedendolsleben Goldgulden aus der Zeit von 1450 bis 1470, Meißner und Goslarsche Groschen und andere Münzen. Sie wurden fast alle eingeschmolzen.
Im Jahre 1910 beschrieb Paul Kupka eine 20 Zentimeter lange bronzezeitliche Fibel und eine Brillenfibel aus Siedendolsleben aus der Sammlung des Danneil-Museums in Salzwedel.
Im 20. Jahrhundert wurde von Funden in einem Gräberfeld aus vorrömischer Zeit berichtet, die im Danneil-Museum überliefert sind.

### Eingemeindungen
Siedendolsleben gehörte ursprünglich zum Salzwedelischen Kreis der Mark Brandenburg in der Altmark. Von 1807 bis 1813 lag es im Kanton Diesdorf auf dem Territorium des napoleonischen Königreichs Westphalen. Nach weiteren Änderungen kam es 1816 in den Kreis Salzwedel, den späteren Landkreis Salzwedel im Regierungsbezirk Magdeburg in der Provinz Sachsen in Preußen.
Am 20. Juli 1950 wurden die Gemeinden Siedendolsleben und Hohendolsleben aus dem Landkreis Salzwedel zur neuen Gemeinde Dolsleben zusammengeschlossen. Hohendolsleben und Siedendolsleben wurden als Ortsteile in der neuen Gemeinde fortgeführt. Der Sitz der Gemeinde war in Siedendolsleben.
Am 1. Januar 1992 wurde die Gemeinde Dolsleben in die Gemeinde Dähre eingemeindet. Der Ortsteil Siedendolsleben wurde damit Ortsteil von Dähre.

### Einwohnerentwicklung
| Jahr | Einwohner |
| ---- | --------- |
| 1734 | 048       |
| 1774 | 066       |
| 1789 | 060       |
| 1798 | 064       |
| 1801 | 064       |
| 1818 | 106       |

| Jahr | Einwohner |
| ---- | --------- |
| 1840 | 204       |
| 1864 | 216       |
| 1871 | 206       |
| 1885 | 199       |
| 1892 | [00]184   |
| 1895 | 183       |

| Jahr | Einwohner |
| ---- | --------- |
| 1900 | [00]191   |
| 1905 | 195       |
| 1910 | [00]199   |
| 1925 | 207       |
| 1939 | 169       |
| 1946 | 248       |

| Jahr | Einwohner |
| ---- | --------- |
| 2015 | [00]73    |
| 2018 | [00]76    |
| 2020 | [00]69    |
| 2021 | [00]67    |
| 2022 | [00]63    |
| 2023 | [0]67     |

Quelle, wenn nicht angegeben, bis 1946:

## Religion
Die evangelische Kirchengemeinde Hohendolsleben, die früher zur Pfarrei Dähre  gehörte, wird heute betreut vom Pfarrbereich Osterwohle-Dähre des Kirchenkreises Salzwedel im Bischofssprengel Magdeburg der Evangelischen Kirche in Mitteldeutschland.

## Kultur und Sehenswürdigkeiten
- Die evangelische Dorfkirche in Siedendolsleben ist relativ hoher, flachgedeckter Rechtecksaal aus unregelmäßigem Feldsteinmauerwerk im Kern aus dem 15. Jahrhundert. Der neoromanische Giebel ist in Backstein ausgeführt.[21] Die Kirche ist eine Filialkirche der Kirche in Dähre.[19]
- Der westliche Dorfkern und einige Wohngebäude stehen unter Denkmalschutz.[3]
- In Siedendolsleben steht ein Denkmal für die Gefallenen des Ersten Weltkrieges, ein Monolith auf einem zweistufigen Feldsteinsockel. Auf dem Stein steht ein Adler auf einer Kugel mit ausgebreiteten Schwingen.[22]